# إليزابيث مورتون
إليزابيث مورتون (بالإنجليزية: Elizabeth Morton)‏ هي كاتِبة وممثلة بريطانية، ولدت في 1961 في ليفربول في المملكة المتحدة.

## وصلات خارجية
- إليزابيث مورتون على موقع IMDb (الإنجليزية)